# Поляк Михайло Петрович
Миха́йло Петро́вич Поля́к (12 січня 1941, хутір Фошки Путильський район Чернівецька область — 27 жовтня 2016, м. Чернівці) — український педагог, історик-краєзнавець, публіцист, член НСЖУ (1992), видавець, громадсько-політичний діяч. Похований у м. Вижниця.

## Біографія
Народився 12 січня 1941 року на хуторі Фошки, тепер Сергіївської сільської ради Путильського району Чернівецької області Україна. Навчався у початковій школі хутора Фошки, семирічній в с. Сергії, середній — у селищі Путила. Закінчив фізико-математичний (1964)і економічний (1989) факультети Чернівецького державного університету, юридичний факультет Міжнародної академії управління кадрами (2000). Працював учителем Вижницької школи-інтернату, директором Вижницької заочної школи, викладачем Вижницького училища прикладного мистецтва, директором Селятинської середньої школи Путильського району, лектором Вижницького райкому і Чернівецького обкому КПУ, у 1986—1991 роках — директором Чернівецького культосвітнього училища, заступником завідувача відділом контрольної правової роботи Чернівецького обласного управління праці і соціального захисту. Займався підприємницькою діяльністю.

## Громадсько-політиччна діяльність
Обирався заступником голови Чернівецької обласної організації Товариства української мови імені Т. Г. Шевченка (1991), заступником голови Товариства друзів кіно (1991), головою Чернівецької обласної організації політичної партії «Народний Рух України за єдність» (2002), головою Чернівецької обласної організації Всеукраїнського громадського об'єднання «Товариство відродження української нації» (2009), головою ревізійної комісії Чернівецької обласної організації Національної спілки журналістів України. Член редколегії громадсько-політичного часопису «Буковинське віче» (ЧЦ № 286; www.bukviche.com).

## Творча і видавнича діяльність
16 грудня 1996 року заснував газету «Петрович і Петрівна». Упорядкував і видав книги: «Любовна лірика», «Українські колядки», у співавторстві з М. Ревецьким «Гуцульські співаночки» (1996), відредагував книгу політв'язня Кості Короля «Моя Голгофа» (2000), у співавторстві з В. Добржанським, К. Жукотинським видав збірку «Нариси про спортсменів-борців Буковини» (2004), окремими виданнями вийшли 4 збірки публікацій періодики «Майже все про кохання» (2006—2008), «Календар буковинців в іменах» (2008), «Майже все про харчування, як засіб лікування» (2009), друга частина збірки «Гуцульські співаночки» (2009), упорядкував антології поезій «Слово про рідну матусю» (2010) та «Від Карпат до Майдану» (2014).

## Історико-краєзнавчі книги
- Витоки. — Чернівці: Троянда, 2002. — С. 182.
- Путильщина — край едельвейсів. — Чернівці: Петрович і Петрівна, 2011. — 276 с. — ISBN 966-407-003-3.
- Вижниччина — ворота Карпат. — Чернівці: Петрович і Петрівна. 2012. — 392 с. — ISBN 966-407-003-3.
- Кіцманщина: Її минуле і сучасне. — Чернівці: Петрович і Петрівна, 2013. — 560 с.: іл. — ISBN 966-407-003-3.

## Відзнаки, нагороди
- Медаль «За доблесну працю» (1970).
- Член Національної спілки журналістів України.
- Лауреат премії Фонду пам'яті журналістра Григорія Шабашкевича.
- Лауреат літературно-мистецької премії імені Івана Бажанського.